# Notre-Dame-du-Rocher
Notre-Dame-du-Rocher là một xã thuộc tỉnh Orne trong vùng Normandie tây bắc nước Pháp. Xã này nằm ở khu vực có độ cao trung bình 280 mét trên mực nước biển.